# Meistaradeildin (1945)
Meistaradeildin 1945 – 3. sezon pierwszej ligi piłki nożnej archipelagu Wysp Owczych.  Zwycięzcą został KÍ Klaksvík, pokonując mistrza z poprzedniego roku - TB Tvøroyri. Były to pierwsze powojenne rozgrywki, w roku 1944 zostały odwołane, ze względu na brak piłek podczas II wojny światowej. Wzięło w nich udział siedem zespołów, w tym 2 nowe (SÍ Sørvágur, SÍF Sandavágur) kosztem sześciu występujących w poprzednim sezonie (Bóltfelagið Sandur, EB Eiði, FB Fámjin, ØB Øravík, SB Sumba oraz TGB Trongisvágur).

## Grupa wschodnia

### Uczestnicy
| Uczestnicy Meistaradeildin 1943                                                                               | Uczestnicy Meistaradeildin 1943 | Uczestnicy Meistaradeildin 1943 | Uczestnicy Meistaradeildin 1943 |
| --- | ------------------------------- | ------------------------------- | ------------------------------- |
| B36 | B36 Tórshavn                    |                                 |                                 |
| HB | HB Tórshavn                     |                                 |                                 |
| KÍ | KÍ Klaksvík                     |                                 |                                 |
| Oznaczenia: - kolumna pierwsza – skróty nazw drużyn, - kolumna trzecia – miejsce zajęte w poprzednim sezonie. |                                 |                                 |                                 |

### Rozgrywki

#### Tabela
| Lp. | Drużyna      | M | Z | R | P | Bramki | Bramki | Różn. | Pkt | Uwagi              |
| --- | ------------ | - | - | - | - | ------ | ------ | ----- | --- | ------------------ |
| 1   | KÍ Klaksvík  | 4 | 4 | 0 | 0 | 23     | 3      | +20   | 8   | Awans do półfinału |
| 2   | B36 Tórshavn | 3 | 1 | 0 | 2 | 13     | 6      | +7    | 2   |                    |
| 3   | HB Tórshavn  | 3 | 0 | 0 | 3 | 0      | 27     | −27   | 0   |                    |

#### Wyniki spotkań
| Gospodarz \ Gość | B36 | HB   | KÍ  |
| B36 Tórshavn     |     | 10:0 | 2:3 |
| HB Tórshavn      | 1   |      | 0:9 |
| KÍ Klaksvík      | 3:1 | 8:0  |     |

Aktualne na 15 marca 2015. Źródło: KÍ.fo
Objaśnienia:
1Drużyna gospodarzy jest wymieniona po lewej stronie tabeli.
Kolory: zielony – zwycięstwo gospodarzy, żółty – remis, różowy – zwycięstwo gości.
Objaśnienia:
1. Mecz się nie odbył.

## Grupa zachodnia

### Uczestnicy
| Uczestnicy Nowi uczestnicy                                                                                    | Uczestnicy Nowi uczestnicy | Uczestnicy Nowi uczestnicy | Uczestnicy Nowi uczestnicy |
| --- | -------------------------- | -------------------------- | -------------------------- |
| SÍ | SÍ Sørvágur                |                            |                            |
| SÍF | SÍF Sandavágur             |                            |                            |
| Oznaczenia: - kolumna pierwsza – skróty nazw drużyn, - kolumna trzecia – miejsce zajęte w poprzednim sezonie. |                            |                            |                            |

### Rozgrywki
| Drużyna 1   | Wynik | Drużyna 2      |
| ----------- | ----- | -------------- |
| SÍ Sørvágur | 3:2   | SÍF Sandavágur |

|  | SÍ Sørvágur | 3:2Raport | SÍF Sandavágur |  |
|  |             |           |                |  |

## Suðuroy

### Uczestnicy
| Uczestnicy Meistaradeildin 1943                                                                               | Uczestnicy Meistaradeildin 1943 | Uczestnicy Meistaradeildin 1943 | Uczestnicy Meistaradeildin 1943 |
| --- | ------------------------------- | ------------------------------- | ------------------------------- |
| TB | TB Tvøroyri                     |                                 |                                 |
| VB | VB Vágur                        |                                 |                                 |
| Oznaczenia: - kolumna pierwsza – skróty nazw drużyn, - kolumna trzecia – miejsce zajęte w poprzednim sezonie. |                                 |                                 |                                 |

### Rozgrywki
| Drużyna 1                            | Wynik dwumeczu | Drużyna 2 | Pierwszy mecz | Drugi mecz |
| ------------------------------------ | -------------- | --------- | ------------- | ---------- |
| TB Tvøroyri                          | 8:2            | VB Vágur  | 1:1           | 7:1        |
| Po lewej gospodarz pierwszego meczu. |                |           |               |            |

|  | TB Tvøroyri | 1:1Raport | VB Vágur |  |
|  |             |           |          |  |

|  | VB Vágur | 1:7Raport | TB Tvøroyri |  |
|  |          |           |             |  |

## Półfinały
| Drużyna 1   | Wynik | Drużyna 2   |
| ----------- | ----- | ----------- |
| SÍ Sørvágur | 3:1   | TB Tvøroyri |
| KÍ Klaksvík | •     | wolny los   |

|  | SÍ Sørvágur | 3:1Raport | TB Tvøroyri |  |
|  |             |           |             |  |

## Finał
|  | SÍ Sørvágur | 0:1Raport | KÍ Klaksvík |  |
|  |             |           |             |  |

| Mistrz Wysp Owczych 1945 |
| ------------------------ |
| KÍ Klaksvík 2. tytuł     |